# U-Bahn Teheran

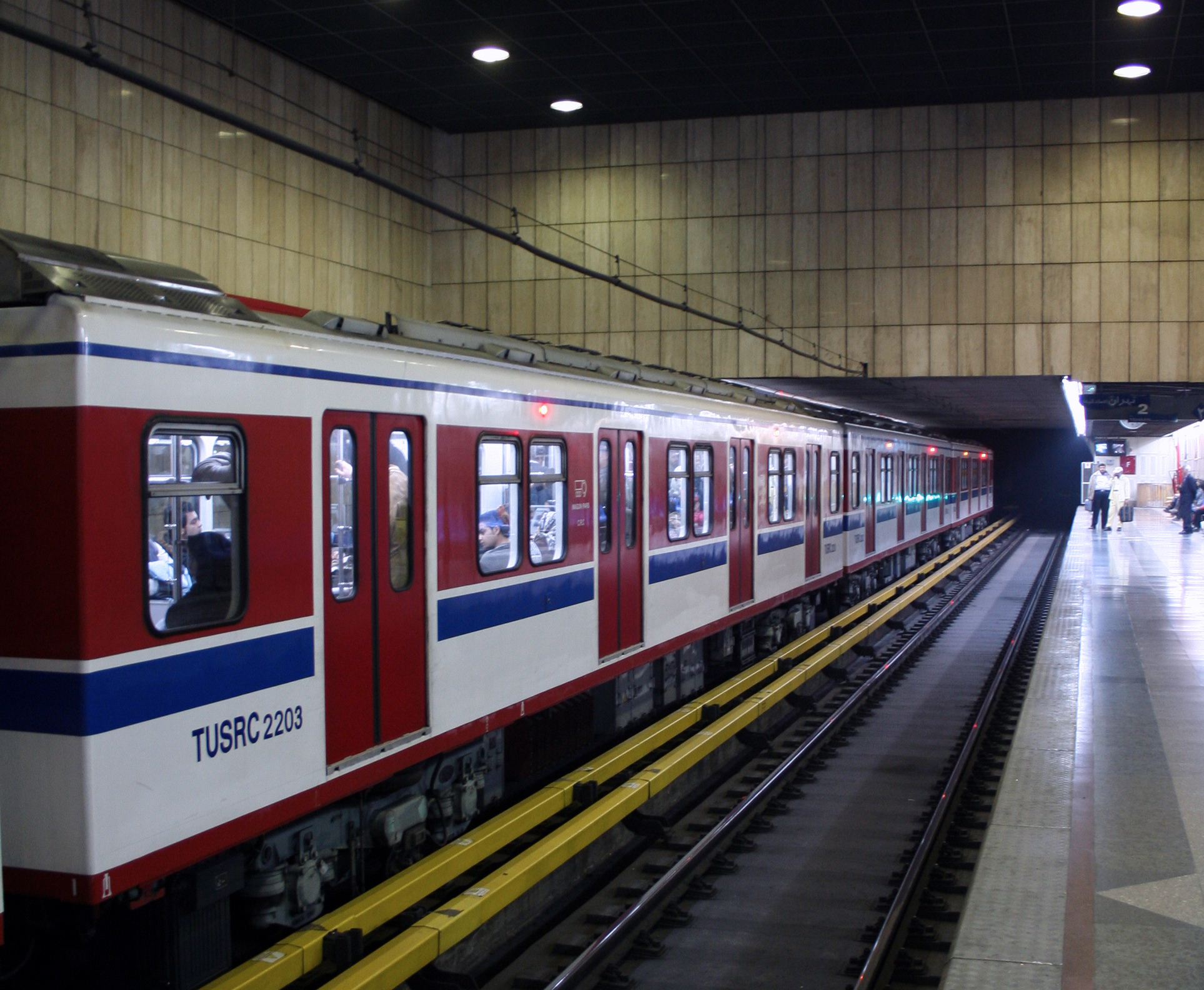
U-Bahn-Station Imam Chomeini

Die U-Bahn Teheran (persisch متروی تهران metrō-ye Tehrān) ist das U-Bahn-System der iranischen Hauptstadt Teheran. Erste Planungen zum Bau begannen in den 1970er-Jahren, die Eröffnung der ersten Linie erfolgte 1999. Sie wird von der Tehran Urban & Suburban Railway Company betrieben und ist normalspurig. Aktuell (Stand März 2025) umfasst das Streckennetz der Teheraner U-Bahn sieben Linien, die auf einer Gesamtlänge von 292 Kilometern 159 Haltestellen bedienen. In seinem endgültigen Ausbauzustand soll das Netz über 500 Kilometer lang sein, 14 Linien umfassen und damit Teheran in größerem Umfang erschließen. Eine Besonderheit besteht in den reservierten Frauenabteilen, die sich in den ersten beiden und dem jeweils letzten Wagen der Züge befinden. Frauen steht es frei, auch die anderen Wagen zu nutzen.

## Geschichte
Im Jahr 1971 wurden erste Studien angestellt, welche die Entwicklung der Stadt und des Verkehrs in den nächsten 20 Jahren untersuchten. Daraus wurde 1974 ein Bericht erstellt, der unter anderen den Bau einer U-Bahn mit sieben Linien empfahl, die durch Buslinien und Taxis ergänzt werden sollten. Das Gesetz zur Errichtung der Teheraner Bahn und U-Bahngesellschaft, das zur Gründung der Betreibergesellschaft führte, wurde 1975 erlassen. Den Auftrag zum Bau erhielt die Betreibergesellschaft der Métro Paris. Im folgenden Jahr wurde mit geologischen Untersuchungen, Landvermessungen und Baustudien begonnen. Aufgrund des Sturzes der iranischen Regierung, des späteren irakisch-iranischen Krieges sowie Finanzproblemen ruhten die Arbeiten an der U-Bahn von 1982 bis 1985, als die Bauaufträge für die Linien 1, 2 und 5 vergeben wurden. Zugleich wurde die Eisenbahngesellschaft für Stadt und Umland Teheran gegründet. Am 7. März 1999 erfolgte mit der Inbetriebnahme der Linie 5 die Eröffnung der Teheraner U-Bahn. Teilstrecken der Linie 2 folgten am 21. Februar 2000, und auch ein Teil der Linie 1 wurde am 28. August 2001 in Betrieb genommen.

## Verkehr

### Fahrzeuge
Die Züge bestehen aus sieben Wagen (Zuglänge 137 Meter), deren Elektromotor von einer Stromschiene (750 Volt Gleichspannung) versorgt wird. Die Höchstgeschwindigkeit der Züge beträgt 80 Kilometer pro Stunde.

### Linien

#### Linie 1
Die Linie 1 ist durch die Erweiterung um die Zweigstrecke „Flughafenlinie“ mit fast 87 Kilometern die mit Abstand längste Strecke im Netz der Teheraner U-Bahn. Die Stammstrecke verläuft in nord-südlicher Richtung von der Haltestelle Tajrish im Norden bis zur südlichen Endhaltestelle Kahrisak. Sie umfasst 29 Haltestellen. Die Strecke wurde abschnittsweise in Betrieb genommen. Mit der Fertigstellung der Endhaltestelle Tajrish beträgt die Länge der Gesamtstrecke knapp 38 Kilometer. Umsteigemöglichkeiten zu den anderen Linien gibt es bei den Haltestellen Darvāzeh-ye Dowlat (Linie 4) und Emām Chomeini (Linie 2). Zwischen dem nördlichen Endpunkt und der Haltestelle Shush verläuft die Strecke auf 14 Kilometer unterirdisch, wobei 480 Meter Gefälle überwunden werden. Der südliche Streckenteil verläuft oberirdisch und weitgehend parallel zur Transiranischen Eisenbahn der iranischen Staatsbahn von Teheran nach Maschhad (Bahnstrecke (Teheran)-Garmsār-Maschhad) und Gorgān.
Im April 2016 wurde ein erster, 4 Kilometer langer Abschnitt eines nach Südwesten verlaufenden Abzweiges der Linie 1 von Schahed nach Namajeschgah-e Schar-e Aftab eröffnet. Nachdem die Verlängerung bis zum Flughafen Teheran-Imam Chomeini mit 26 Kilometern Streckenlänge am 7. August 2017 in Betrieb genommen worden war, erhielt sie die eigenständige Liniennummer 8. Sie verläuft weitgehend oberirdisch und in diesem Bereich parallel zur Autobahn Teheran–Qom. Mit der Eröffnung des dritten und letzten Abschnittes über weitere 19 Kilometer nach Parand am 30. November 2023 wurde die "Flughafenlinie" wieder Teil der Linie 1. Während auf der Stammstrecke eine Höchstgeschwindigkeit von 80 km/h gefahren wird, erreichen die Züge auf der Flughafenlinie" bis zu 120 km/h, sodass die Fahrzeit für die 49 Kilometer von Shahed nach Parand lediglich 34 Minuten beträgt.

#### Linie 2
Die Linie 2 hat 21 Haltestellen auf einer Gesamtlänge von über 70 Kilometern, der Großteil davon unterirdisch. Von der östlichen Endhaltestelle Tehrān Pārs verläuft sie in Richtung Westen mit Umsteigemöglichkeit zur Linie 1 an der Station Emām Chomeini. Von dort führt die Strecke weiter zur westlichen Endhaltestelle Teherān (Sādeghieh) mit Anschluss an die Linie 5. Es wird der gleiche Zugtyp mit sieben Wagen wie bei der Linie 1 eingesetzt.

#### Linie 3
Die Linie 3 führt von Qāem über Rāhāhan nach Āzādegān und durchquert Teheran von den südwestlich des Zentrums gelegenen Vororten in Richtung Nordosten mit einer Länge von 37 Kilometer. Am Rāhāhan-Platz (Eisenbahnplatz) besteht Übergang zum Eisenbahn-Fernverkehr im dort gelegenen Bahnhof Teheran.
Das erste Teilstück mit einer Länge von circa sieben Kilometer wurde im Dezember 2012 in Betrieb genommen, im April 2014 kamen weitere zwölf Kilometer hinzu. Mit Eröffnung des dritten Bauabschnitts mit einer Länge von 18 Kilometern im Herbst 2015 erreichte die Strecke ihre jetzige Länge.

#### Linie 4
Die Linie 4 kreuzt auf ihrem West-Ost-Verlauf alle anderen Linien und hat zudem Anschluss an die Linie 5. Sie umfasst 21 Stationen auf 24,4 Kilometern Streckenlänge. Zum 15. März 2016 ging als bisher letzter Abschnitt eine 2,8 Kilometer lange Zweigstrecke zum Flughafen Teheran-Mehrabad mit zwei Haltestellen in Betrieb, eine für die Terminals 1 und 2, die zweite für die Terminals 3 und 4. Von der Haltestelle Bimeh aus verkehren dreiteilige Shuttle-Züge, die zusätzlichen Platz für Gepäck bieten.

#### Linie 5 (Teheran-Karaj-Mehrshahr-Schnellbahn)
Die Linie 5 ist eine mit 25 kV / 50 Hz elektrifizierte Vollbahn auf Normalspur, die aber mit dem iranischen Eisenbahnnetz nicht verbunden ist. Im Gegensatz zu ihm ist sie vollständig nach chinesischen Normen errichtet, sowohl was das 3,4 m breite Lichtraumprofil als auch die Ausstattung der Fahrzeuge betrifft. Diese haben keine Seitenpuffer und automatische Mittelpuffer-Kupplungen des Typs Janney.
Die Länge der Strecke zwischen der Haltestelle Tehrān (Sādeghieh) im Osten und Haltestelle Golschahr im Westen beträgt 41 Kilometer. Zwölf Haltestellen befinden sich entlang der Strecke. Die Haltestelle Tehrān (Sādeghieh) ist auch die westliche Endhaltestelle der Linie 2.
Die Züge bestehen aus je acht Doppelstockwagen und werden mit je zwei Lokomotiven im Sandwich-Betrieb gefahren. Diese Züge sind 248 Meter lang. Das System wurde für bis zu zehn Zwischenwagen pro Zug ausgelegt. Für den Betrieb stehen 59 Lokomotiven der Baureihen TM1 bis TM3 bereit. Die Fahrzeuge wurden aus der chinesischen Baureihe SS8 abgeleitet. Sie verkehren mit einer Höchstgeschwindigkeit von 140 km/h. Die Linie wird im Zehn-Minuten-Takt bedient.

#### Linie 6
Die erste Teilstrecke wurde am 13. Juni 2017 eröffnet. Sie führt vom San'at-Platz nach Basidsch und ist 22 km lang.

#### Linie 7
Die Linie verkehrt von Nordwest nach Südost über 19 Stationen und 22,5 Kilometer Streckenlänge. Sie soll an beiden Enden verlängert werden und im endgültigen Zustand 31 Kilometer lang sein und weitere drei Stationen erhalten. Diese Strecke ist mit bis zu 56 Metern unter der Erdoberfläche die am tiefsten liegende. Die Linie wird durch 20 Acht-Wagen-Züge bedient.

## Zukünftiger Ausbau

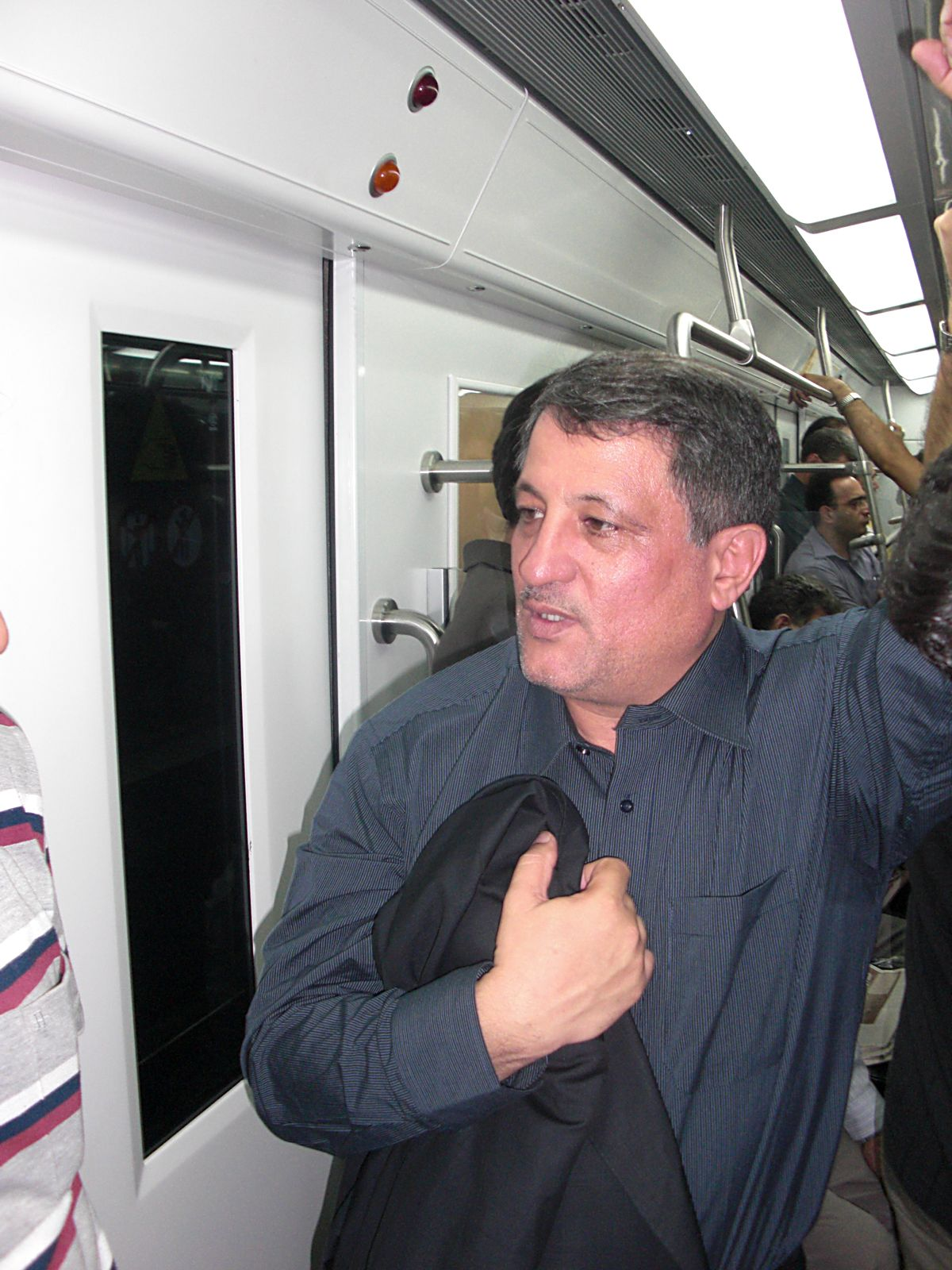
Mohsen Hāschemi Rafsanjāni, ehemaliger Präsident der Teheraner U-Bahn, in einem der Wagen der Teheraner U-Bahn

### Erweiterungen des bestehenden Netzes
Für die Linie 1 wird auf halber Strecke zum Imam-Chomeini-Flughafen der Bau einer Station in Vāvān geplant. Im Norden sind ein Abzweig mit zwei Stationen nach der Station Shahid Haghani sowie eine Verlängerung über Tajrish hinaus um eine weitere Station projektiert.
Auf der Linie 2 ist eine Verlängerung nach Osten um zwei Stationen in den Vorort Pardis vorgesehen.
Für die Linie 3 ist nach der Station Nobonyad im Norden eine Zweigstrecke mit zwei weiteren Stationen nach Niavaran geplant. Außerdem soll nach diesem Abzweig in Richtung Endstation Ghaem eine zusätzliche Station Aghdasiyeh eingefügt werden. Im Süden wird die Linie 3 vom Endpunkt Azadegan über 10,5 Kilometer und fünf neue Stationen bis nach Eslamshahr fortgesetzt. Ursprünglich war dort der Umstieg in eine S-Bahn-ähnliche Verbindung wie der Linie 5 unter dem Namen „Eslamshahr-Linie“ geplant, bis zum Baubeginn in 2016 wurde in eine umsteigefreie Verlängerung der bestehenden Strecke umgeplant. Die Eröffnung ist für 2025 vorgesehen.
Eine Verlängerung der Linie 6 ist im Nordwesten geplant, wo drei neue Stationen gebaut werden, und am östlichen Streckenende, wo eine zusätzliche Station im Bau ist.
Bei der Linie 7 sind von jeder derzeitigen Endstation im Norden und Südosten aus eine Streckenverlängerung um jeweils eine Station im Bau.

### Neubau weiterer Linien
Seit September 2020 ist die Linie 10 im Bau. Sie soll nach Fertigstellung mit 35 Stationen auf 43 Kilometern Streckenlänge den Norden tangential von Vardavard im Westen bis Kosar im Osten erschließen.

### Weitere Planungen
Folgende Strecken befinden sich in Planung:
- die Linien 8 und 9 sollen ringförmig die äußeren Vororte verbinden
- Linie 11: soll von Chitgar im Westen tangential den Süden erschließen bis Eslamabad im Südosten

## Wissenswertes
An den Endhaltestellen im Westen, Süden, Osten und Teheran-Mehrschahr befinden sich die Einrichtungen für die Instandhaltung und Reinigung der Züge. Die Stationen der Teheraner U-Bahn sind mit moderner und traditioneller persischer Kunst gestaltet.